# Niclas Eliasson
Per Niclas Eliasson, född 7 december 1995 i Falkenberg, är en svensk fotbollsspelare som spelar för AEK Aten i Grekiska superligan.
Han är en offensivt balanserad ytterspelare som är naturligt vänsterfotad. Han utsågs i september 2013 till "Månadens Tipselitspelare" i Superettan.

## Klubbkarriär
Eliasson började som sexåring spela fotboll i Arvidstorps IK, men bytte tidigt klubb till Falkenbergs FF.
Han gjorde sin tävlingsdebut för FFF den 2 mars 2013 i en match mot BK Häcken i Svenska cupen. Eliasson gjorde den 10 april 2013 i premiären av Superettan 2013 sin seriedebut. Han byttes in i den 78:e minuten mot Calle Wede i en match som slutade med en 2–0-seger för FFF. Han gjorde sitt första mål för klubben den 2 november 2013. Målet gjordes i den sista omgången av Superettan i 4–2-segern över Ängelholms FF som säkrade Falkenbergs första uppflyttning till Allsvenskan. Totalt spelade Eliasson 29 av 30 möjliga ligamatcher under sin debutsäsong för klubben och gjorde ett mål samt 11 assist.
Den 5 november 2013 blev Eliasson klar för AIK, vilka han skrev på ett fyraårskontrakt med. Den 31 augusti 2014 gjorde han sitt första allsvenska mål i en 4–2-vinst över IFK Norrköping. I juli 2016 lånades Eliasson ut till IFK Norrköping för resten av säsongen. I november 2016 meddelade IFK Norrköping att de värvat Eliasson som skrev på ett treårskontrakt med klubben.
Den 8 augusti 2017 blev Eliasson klar för engelska klubben Bristol City, där han skrev på ett treårskontrakt. Den 2 oktober 2020 värvades Eliasson av franska Nîmes, där han skrev på ett fyraårskontrakt.
Den 29 augusti 2022 blev Eliasson klar för grekiska klubben AEK Aten.

## Landslagskarriär
Eliasson spelade totalt två matcher för Sveriges U17-landslag. Debuten kom den 19 juli 2012 i en 2–0-förlust mot Island där Eliasson blev utbytt mot Jesper Karlström i den 55:e minuten. Hans andra U17-landskamp kom två dagar senare mot Rumänien. Denna match slutade med en 3–0-vinst för Sverige och där Eliasson återigen blev utbytt, denna gången i 56:e minuten mot Piotr Johansson. Debuten i U19-landslaget kom den 10 juni 2013 mot Rumänien. Matchen slutade med en 2–1-seger för Sverige och Eliasson  blev utbytt i den 91:a minuten mot Billy Nordström.
Han spelade sin första match för svenska seniorlandslaget i en vänskapsmatch mot Danmark 2024, vid 28 års ålder. Han fick spela från start och byttes ut i 86:e minuten.